# 今枝重直
今枝 重直（いまえだ しげなお）は、戦国時代から江戸時代初期にかけての武将、前田家の家臣。

## 経歴
天文23年（1554年）、斎藤道三の家臣・今枝忠光の子として生まれる。
織田信長に仕え、元亀元年（1570年）、稲葉良通に属して姉川の戦いに出陣する。元亀元年（1571年）、安藤守就に属して伊勢長島に出陣する。天正3年（1575年）、長篠の戦いに出陣する。
信長没後は次男・織田信雄に仕え、天正12年（1584年）、小牧・長久手の戦いに出陣する。敵方の池田恒興勢を偵察中に、陣中の池田家家臣で重直の妹婿の日置忠勝から狙撃を受けている。
後に豊臣秀吉、豊臣秀次に仕え、秀次の家臣として5300石の知行を得る。文禄3年（1594年）、秀次の奏請で従五位下・内記に叙任される。同じく秀次に仕える津田重久と共に、豊臣姓を賜った（津田重久ものち、前田家に仕えた）。
文禄4年（1595年）の秀次の没後、前田利長に3000石で仕える。後に2500石の加増を受ける。慶長3年（1598年）に日置忠勝の五男の直恒を養子に迎えた。以来、今枝家と日置家は代々縁組を重ねる間柄となった。
慶長5年（1600年）の関ヶ原の戦い時には、前田家の北陸方面の戦いに参加し、西軍の山口宗永の加賀国大聖寺城攻めに出陣した。
慶長19年（1614年）の大坂冬の陣には奥村栄明に属して出陣し、慶長20年（1615年）の大坂夏の陣にも出陣した。
元和5年（1619年）、隠居して家督を養子の直恒に譲り、隠居料500石を賜る。寛永4年（1627年）12月、金沢で死去。享年74。

## 逸話
- 重直が美濃国に住んでいた頃、長良川で鮎を獲っていたときに、通りすがった男に鮎を1尾所望され、5尾分け与えたことがあった。後に、重直が諸将と共に安土城で信長に謁見したときに、声をかけて来た男から、鮎の御礼を言われた。その男が明智光秀であった。